# All You Zombies
All You Zombies – piosenka amerykańskiego zespołu The Hooters z ich drugiego albumu, Nervous Night, wydanego w 1985 roku.

## Historia
„All You Zombies” to utwór rockowy z elementami reggae, napisany przez Erica Baziliana i Roba Hymana. Choć w tekście pojawiają się imiona postaci biblijnych Mojżesza i Noego, utwór nie ma stricte religijnego przesłania. Piosenka pierwotnie została wydana w wersji koncertowej na singlu w 1982 roku. Rok później ukazała się w studyjnej wersji na pierwszym albumie zespołu, Amore. Hyman i Bazilian pracowali wtedy z Cyndi Lauper nad jej albumem She’s So Unusual pod kierownictwem Columbia Records, która zaoferowała im kontrakt. Muzycy później stworzyli nową wersję „All You Zombies” z dodatkowymi sekcjami instrumentalnymi, wydłużając utwór do prawie sześciu minut. W tej postaci piosenka została wydana na ich drugim albumie, Nervous Night, oraz na singlu w 1985 roku. Spotkała się ze sporym sukcesem, trafiając na listę Billboard Hot 100 oraz do top 20 w Niemczech i Nowej Zelandii. Zespół wykonał „All You Zombies” na koncercie Live Aid w Filadelfii 13 lipca 1985.

## Pozycje na listach przebojów
| Lista                       | Najwyższa pozycja |
| --------------------------- | ----------------- |
| Niemcy (Media Control)      | 17                |
| Nowa Zelandia (RIANZ)       | 16                |
| Stany Zjednoczone (Hot 100) | 58                |

## Covery
- Sandra nagrała cover „All You Zombies” na album The Art of Love, wydany w 2007 roku. Piosenka została wydana jako singel promo do rozgłośni radiowych w Polsce, gdzie cieszyła się popularnością.
- Zespół Santiano nagrał piosenkę w języku niemieckim pod tytułem „Bis in alle Ewigkeit (Walhalla)” na swój album Mit den Gezeiten z 2013 roku.